# Windows Verkenner
Windows Verkenner is een bestandsbrowser die standaard in het besturingssysteem Microsoft Windows zit. De Verkenner werd geïntroduceerd in Windows 95. In het oudere besturingssysteem Windows 3.x heette deze functie Bestandsbeheer. Tegelijkertijd is Windows Verkenner (explorer.exe) ook de grafische schil voor alle Windows-versies vanaf Windows 95. Windows Verkenner wordt opgestart bij het starten van Windows en beheert de taakbalk en het bureaublad.

## Gebruik
Windows Verkenner kan gebruikt worden om bestanden op harde schijven te ordenen. Door middel van knippen, kopiëren en plakken kan de gebruiker de bestanden naar desgewenste mappen verplaatsen of kopiëren. Mappen en bestanden kunnen ook gemakkelijk verwijderd worden van een schijf. Via het programma kunnen ook snelkoppelingen gemaakt worden welke dan in het Startmenu gezet kunnen worden.

## Deze computer
Door het dubbelklikken op het pictogram "Deze computer" op het Bureaublad, wordt Verkenner ook opgestart, alleen dan zonder mappenstructuur aan de linkerkant.

## Beeldweergaven
Windows Verkenner bevat vele verschillende weergaven voor bestanden. Deze zijn:
- Lijst
- Details
- Tegels
- Kleine pictogrammen
- Normale pictogrammen
- Grote pictogrammen
- Extra grote pictogrammen

Door de weergave aan te passen, kunnen bijvoorbeeld foto's gemakkelijk bekeken worden zonder dat er een extern programma geopend hoeft te worden. De Lijst-weergave geeft alleen een kleine en overzichtelijke weergave van de bestanden. In deze weergave worden de bestanden onder en naast elkaar weergegeven. De Details-weergave geeft, verdeeld over meerdere kolommen, extra informatie over de bestanden.

## Samenwerking met Programmabeheer
Programmabeheer was de shell van Windows 3.x, maar is nog geïntegreerd in Windows 95, Windows 98, Windows 2000, Windows ME en Windows XP. Het is op te starten via c:\windows\system32\progman.exe. In Windows 95 kon men zelfs via het register instellen dat Programmabeheer de shell was in plaats van Windows Verkenner. Programmabeheer was in deze versies nodig om oudere software, specifiek geschreven voor Windows 3.x, te kunnen installeren. In Windows XP SP2 werd Programmabeheer vervangen door een gelijknamig uitvoerbaar bestand dat enkel nog instond voor de conversie van groepen en pictogrammen naar Windows Verkenner-startmenu's en -snelkoppelingen.

## Verbindingen vanuit Windows Verkenner
Windows Verkenner heeft de mogelijkheid FTP- en netwerkverbindingen te beheren. Het is mogelijk een FTP-server toe te voegen met de ingebouwde wizard. Nadat de verbinding ingesteld is, kan men bestanden overzetten naar een FTP-server. Ook kunnen er verbindingen met lokale computers op het netwerk gemaakt worden. Hiermee kan men bestanden overzetten naar de zogenaamde 'SharedDocs'-map (in Windows Vista: 'Public' of 'Openbaar') of andere gespecificeerde mappen.

## Veranderingen sinds Windows Vista
Sinds de komst van Windows Vista is Windows Verkenner enigszins aangepast. Er zijn nu bijvoorbeeld een 'Favoriete koppelingen'-sectie en een detailspaneel toegevoegd om het verkrijgen van informatie van bestanden makkelijker te maken.
Ook is de adresbalk verdeeld in segmenten, zodat de gebruiker makkelijk terug kan schakelen naar een vorige locatie of map. Als de gebruiker zich bijvoorbeeld in 'C:\Gebruikers\Gebruiker\AppData\Local' bevindt, wordt het pad in de adresbalk opgedeeld in segmenten. Dit gebeurt als volgt:
C:\ > Gebruikers > Gebruiker > AppData > Local
Als de gebruiker bijvoorbeeld terug wil naar de map "Gebruikers", hoeft de gebruiker enkel op "Gebruikers" te klikken. Voorheen moest er dan enkele malen op de "Vorige"-knop gedrukt worden of diende in de mappenlijst de map geselecteerd te worden.

## Veranderingen in Windows 8
Windows Verkenner in Windows 8 maakt gebruik van de ribbon-interface, waarbij commando's gegroepeerd worden in tabbladen. Elke mogelijke actie is nu gekoppeld aan een sneltoets. Het kopieervenster van bestanden is ook aangepast: de tijd wordt niet langer weergegeven.

## Veranderingen in Windows 10
Windows Verkenner in Windows 10 bevat een virtuele map "Snelle toegang", waar ook de laatst bezochte mappen zichtbaar zijn. Er is een map OneDrive om online te verbinden met de persoonlijke  OneDrive-account. Verder is er een mogelijkheid om bestanden te delen met andere applicaties.